# Yohei Fukumoto
Yohei Fukumoto (福元 洋平 Fukumoto Yohei?), född 12 april 1987, är en japansk fotbollsspelare.
I juli 2007 blev han uttagen i Japans trupp till U20-världsmästerskapet 2007.